# Wynn Resorts Limited
Wynn Resorts Limited (NASDAQ: WYNN) es una corporación con cotización oficial con sede en Las Vegas, Nevada que es desarrolladora y operadora de hoteles de lujos hoteles y casinos. Fue fundada el 25 de octubre de 2002 por el antiguo presidente de Mirage Resorts y CEO Stephen A. Wynn.

## Historia
Wynn Resorts hizo su Oferta Pública de Venta en NASDAQ el 25 de octubre de 2002. 
El primer proyecto de la compañía, fue el Wynn Las Vegas, inaugurado el 28 de abril de 2005.
Wynn Macau, el segundo proyecto de la compañía empezó a construirse el 28 de junio de 2004. Se inauguró el 5 de septiembre de 2006. 
Encore, es una extensión más de Wynn Las Vegas, las excavaciones empezaron el 28 de abril de 2006, el primer aniversario desde la apertura de Wynn Las Vegas. El presidente Steve Wynn anunció que redesarrollaría los campos de Golf de Wynn Las Vegas, llamados Wynn Golf and Country Club, en dos resorts separados, y un gran lago, conectado por el "Wynn Parkway". La reurbanización no empezará sino hasta 2009. Wynn también anunció que la compañía tomara parte del proyecto en Cotai Strip en Macao.

## Operaciones
- Wynn Las Vegas
- Encore Suites
- Wynn International
  - Wynn Macau

## Citaciones
- Las Vegas Sun